# Дорогу Нодди
Дорогу Нодди (англ. Make Way for Noddy, также известен как Игрушечная страна) — американо-британский анимационный мультсериал для детей совместного производства компаний Chorion (Великобритания) и SD Entertainment (США). Основывается на персонаже по имени Нодди английской писательницы детских книг Энид Блайтон и впервые был показан в эфире 12-минутными частями в рамках передачи «Milkshake!» («Молочный коктейль») на британском 5 канале в период с 2 июля 2005 года по 16 июня 2007 год.
По состоянию на 2005 год американская версия начала транслироваться публичным вещанием (PBS) в США получасовыми частями. Эта версия имела продлённый формат: она состояла из двух 12-минутных частей и нового материала. В дополнение к эпизодам истории с участием Нодди и его друзей, формат на PBS включал две 3-минутные программные врезки (интерстициальные программы), видеоклипы и футажи британской телеведущей Наоми Уилкинсон с передачи «Milkshake!». Интерстициальная программа «Скажите это с Нодди» обучала различным иностранным словам от имени персонажа-робота по имени Whizz (озвученного Мэттом Хиллом). Хотя большинство из персонажей Нодди были переозвучены с удалением их английского акцента, в речи самой Наоми присутствует сильный английский акцент и в разговоре используются британские английские слова и фразы. Показ сопровождался песнями на музыку Mark Sayer-Wade и слова Джуди Ротман.
Осенью 2018 года официальный канал на русском языке (все серии) для свободного просмотра через YouTube.

## Концепция

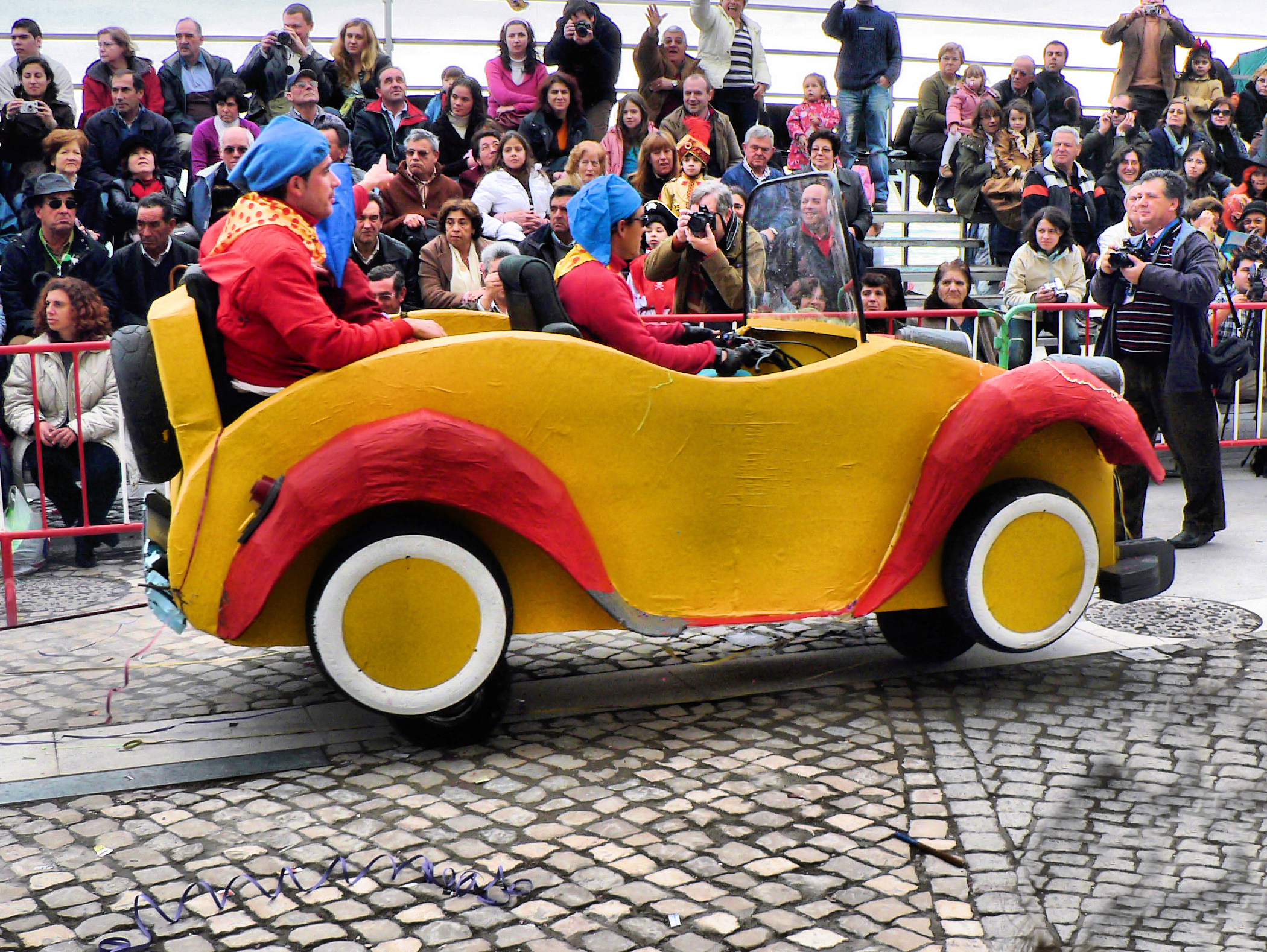
Костюм Нодди на карнавале в Сезимбре в 2008 году

Сериал о персонаже Нодди, маленьком деревянном мальчике, живущем в стране игрушек в маленьком провинциальном городке в Англии. Игрушки оживают и Нодди испытывает ряд нескончаемых приключений, попадая в смешные, а иногда и сложные ситуации. Основные персонажи включают в себя сержанта дядю Вилли, сержанта Брести и медведя Тесси. Британский сериал в целом, является седьмой телевизионной адаптацией персонажа, созданного Энид Блайтон, и состоит лишь из 12-минутных частей. Основной аудиторией являются дети дошкольного возраста.

## Адаптация и трансляция
Персонаж был создан в 1949 году при написании книги «Нодди отправляется в страну игрушек» («Noddy Goes to Toyland») и на страницах иллюстраций изображался как небольшая тряпичная кукла с тёмными чертами лица. Впервые был адаптирован для телевидения в 1975 году. Его создатель и автор книги — Энид Блайтон, всемирно известная детская писательница, автор около 700 книг, переведённых на 40 иностранных языков, и изданных в общей сложности 400 млн. экземплярами. Заслужив премию «Эмми», сериал с большим успехом транслировался в Великобритании, Франции и США. На основе британской версии сериала с 6 февраля 2006 года начал выходит в эфир и в Германии на телеканале Nickelodeon. В странах своего показа с любовью нарисованные и анимированные компьютерной графикой персонажи радовали и продолжают радовать детей и их родителей разнообразием сюжетов серий и полной веселья, смеха и волнений жизнью героев. В общей сложности снято 54 эпизода сериала.
| Страна              | Года                      | Телеканал                                                  | Эфир                                |
| ------------------- | ------------------------- | ---------------------------------------------------------- | ----------------------------------- |
| Флаг Великобритании |                           | 5 канал и S4C (Уэльс)                                      |                                     |
| Флаг США            |                           | PBS Kids, PBS Kids Sprout, NBC Kids, Discovery Kids (Азия) |                                     |
| Флаг Филиппин       |                           | Disney Junior, Q 11, GMA Network                           |                                     |
| Флаг Индии          |                           | Cartoon Network, Pogo                                      |                                     |
| Флаг Португалии     |                           | RTP1, RTP2, Canal Panda                                    |                                     |
| Флаг Польши         |                           | TVP1, TV Polonia                                           |                                     |
| Флаг России         | с 2014 по 2017 год        | Карусель, TiJi                                             | воскресенье в разное время          |
| Флаг Франции        | с 2011 по настоящее время | TiJi, France 5, Canal J                                    | по будням и выходным в разное время |
| Флаг Украины        | c 2015 по настоящее время | К1                                                         |                                     |

## Персонажи
- Нодди
- Большие уши
- мишка Тесси
- пёс Бампи
- гоблины (Слай и Гобл)
- мистер Плод

### Второстепенные персонажи
- Розовая Кошка
- кукла Дина
- мишка Табби
- обезьянка Марто
- мистер Джамбо
- Злорадная Мышь
- кегли
- машина Нодди

## Отзывы и заслуги
Студия SD Entertainment в своём пресс-релизе писала, что: «этот новый сериал введёт новое положение дел в современные технологии анимации. Это усовершенствование, используя последние разработки расширенной компьютерной 3D графики, сделает любимого детского классика ещё более привлекательным для следующего поколения. [Компания] SD будет создавать и проектировать 100 оригинальных эпизодов».
Сериал удостоен Дневной премии «Эмми» на церемонии 13 мая 2000 года в номинации «За выдающиеся достижения в проектировании/дизайне костюмов» («Outstanding Achievement in Costume Design/Styling») — за работу дизайнера костюмов Juul Haalmeyer.

## Список серий
| № эпизода | Название                           | Описание |
| --------- | ---------------------------------- | -------- |
| 01        | Слишком много Нодди                |          |
| 02        | Нодди и Такси                      |          |
| 03        | Нодди и волшебные волынка          |          |
| 04        | Нодди принимает гостя              |          |
| 05        | Идеальный подарок Нодди            |          |
| 06        | День везения                       |          |
| 07        | У Мистера Плода на день            |          |
| 08        | Прыгучая тревога в городе игрушек  |          |
| 09        | Розовые колики                     |          |
| 10        | Домашняя курица Нодди              |          |
| 11        | Нодди идёт за покупками            |          |
| 12        | Держись за шапку, Нодди            |          |
| 13        | Футбол в городе игрушек            |          |
| 16        | Велосипед для мистера большие уши  |          |
| 17        | Нодди и голос Плода                |          |
| 18        | Мишка Табби наоборот               |          |
| 19        | Не бойся, Нодди                    |          |
| 20        | Секундомер гоблинов                |          |
| 21        | Мистер Спаркс и сломанные часы     |          |
| 22        | Нодди на колесах                   |          |
| 23        | Похититель цветов                  |          |
| 24        | Нодди ищет сокровища               |          |
| 25        | Мистер Плод и птичка в клетке      |          |
| 26        | Пасмурный день в Игрушечном Стране |          |
| 27        | Неприятности машины Нодди          |          |
| 28        | День собачки Бампи                 |          |
| 29        | Башня вышла из под контроля        |          |
| 30        | Нодди и непослушный сундук         |          |
| 31        | Особенная кегля                    |          |
| 32        | Ягодная луна                       |          |
| 33        | Будильник Нодди                    |          |
| 34        | Деревенское приключение мисс Пинк  |          |
| 35        | Большой чих                        |          |
| 36        | Волшебный ластик                   |          |
| 37        | У Дины выходной                    |          |
| 38        | Найти упавшую звезду               |          |
| 39        | Шофер мисс Пинк                    |          |
| 40        | Одежда Нодди на свободе            |          |
| 41        | Командир пожарной бригады Дина     |          |
| 42        | День хороших поступков Гоблина     |          |
| 43        | Нодди - лучший водитель в мире     |          |
| 44        | Подарки от Гоблина                 |          |
| 45        | Нодди бежит за радугой             |          |
| 46        | Выше всех                          |          |
| 47        | Нодди и волшебные стаканчики       |          |
| 48        | Маленькая проблема мистера Плода   |          |
| 49        | Нодди и высоченный цветок          |          |
| 50        | Великое преображение гоблинов      |          |
| 51        | Дело о пропавшем мячике            |          |
| 52        | Гонка за поездом                   |          |
| 53        | Сюрприз для Тесси                  |          |
| 55        | Шоколадная мечта Табби             |          |
| 56        | Какая странная погода              |          |
| 57        | Не прощай меня                     |          |
| 58        | Гонка на велосипедах               |          |
| 59        | Ложись, мистер Неваляшка           |          |
| 60        | Пропавший голос машины Нодди       |          |
| 61        | Нодди в Зазеркалье                 |          |
| 62        | Мистер Плод попадает в тюрьму      |          |
| 63        | Проделка гоблинов                  |          |
| 64        | Нодди и большой куриный переполох  |          |
| 65        | Господин гоблин Табби              |          |
| 66        | Просто будь собой, Нодди           |          |
| 67        | Гоблин и краска невидимка          |          |
| 68        | Не опаздывай, Нодди                |          |
| 69        | Нодди и сломанная посуда           |          |
| 70        | Нодди и художник                   |          |
| 71        | Особое отношение к Нодди           |          |
| 72        | Нодди строит ракету                |          |
| 73        | Мистер Плод — Лучший полицейский   |          |
| 74        | Ни минутки сна для Нодди           |          |
| 75        | Большие уши на день                |          |
| 76        | Пропавший колокольчик              |          |
| 77        | Выше, и выше, и выше               |          |
| 78        | Большая выдумка                    |          |
| 79        | Семейное дерево Нодди              |          |
| 80        | Игра в слух                        |          |
| 83        | Нодди Хороший сосед                |          |
| 84        | Нодди нужно лекарство              |          |
| 85        | Нодди и смешные фото               |          |
| 86        | Нодди заблудился                   |          |
| 87        | Нодди и игра в прозвища            |          |
| 88        | Нодди всем помогает                |          |
| 89        | Нодди и потерянный инструмент      |          |
| 90        | Большая находка Нодди              |          |
| 91        | У Нодди есть трудный день          |          |
| 93        | Пёс Бамби в гостях                 |          |
| 94        | Парад в городе игрушек             |          |
| 95        | Карточный домик Нодди              |          |
| 96        | Банановый пирог обезьянки Марто    |          |
| 97        | Нодди и Кегли                      |          |
| 98        | Это мой номер                      |          |
| 99        | Пропавшие пирожки Нодди            |          |
| 100       | Заколдованный колокольчик          |          |